# 下島勲
下島 勲（しもじま いさおし、通称いさお、1869年9月20日（明治2年8月25日） - 1947年（昭和22年）5月30日）は、日本の医師、俳人。号は空谷（くうこく）。

## 略歴
長野県伊那郡原村（現・駒ヶ根市）出身。上京後苦学して商業学校、ついで東京慈恵医院医学校を卒業し軍医となる。日清戦争・日露戦争などに従軍して陸軍一等軍医となり、1907年軍隊を退く。同年、東京都田端348番地（現・東京都北区田端1丁目15番）に、楽天堂医院を開業。田端鉄道病院に嘱託医師としても勤めた。書画・俳句などを通じて芥川龍之介・室生犀星・久保田万太郎・菊池寛・板谷波山・萩原朔太郎ら多くの文士・彫刻家・画家などと親交を深め、「道閑会」という田端在住の文士・芸術家達の交流の会の主要メンバーを務めた。芥川とは特別懇意になり、主治医としてその最後を看取った。また芥川と協力して『井月の句集』を刊行し、郷里の伊那に埋もれていた井上井月を紹介した。甥に下島連がいる。墓所は多磨霊園(17-1-19)

## 著書
- 『空谷山房随筆集人犬墨』竹村書房 1936年8月 全国書誌番号:46071282、NCID BA37366659。
- 『随筆鉄斎其の他』興文社 1940年 全国書誌番号:46027987、NCID BA55420723。
- 『薇 句集』興文社 1940年5月 全国書誌番号:46062024、NCID BA88582152。
- 『芥川竜之介の回想 随筆集』靖文社 1947年 全国書誌番号:75029478、NCID BN05106977。

### 編著
- 『井月の句集』編 空谷山房 1921年10月 全国書誌番号:84090192、NCID BA3237597X。
- 『井月全集』高津才次郎共編 白帝書房 1930年10月 全国書誌番号:47004177、NCID BN08410260。